# زراعة عضوية

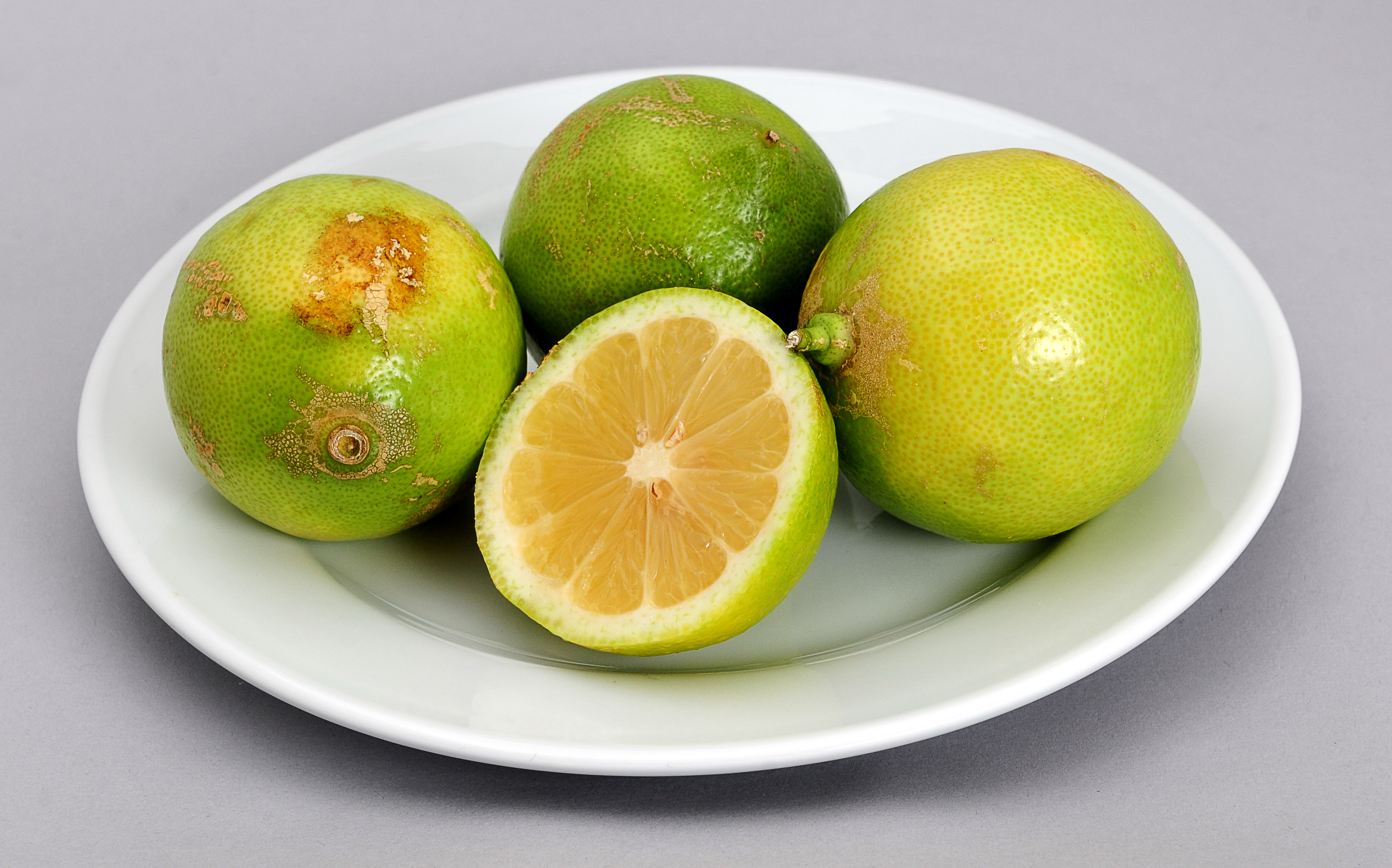

الزراعة العضوية أو الزراعة الحيوية هو نظام شامل مرتبطة بالكيمياء العضوية، وهو علم من فروعها ويقصد به المركبات المكونة من الكربون والتي أصلها نباتي أو حيواني. ومنها ماهو موجود بالطبيعة أو ما يصنع. والمواد العضوية كالطعام والبلاستيك والنفط وغيرها من المواد التي عند احتراقها تعطينا كربونا أسود. ويقال أن الأطعمة بتعريضها للإشعاعات القاتلة للجراثيم المسببة للتسمم قد حمت الإنسان منه ولا تعرف آثارها على صحة الإنسان بعد باستثناء المبيدات الحشرية التي تقتل الحشرات النافعة والضارة معاً، ولا تعتبر الأطعمة المعالجة إشعاعياً أطعمةً عضويةً.
يزداد حجم التصدير لهذه الأطعمة العضوية ويزداد الإقبال عليها عالمياً. رغم أن معظم الدول المنتجة لهذه الأطعمة تخفي بعض الحقائق وتسمح مؤخراً بختم شهادات على عبواتها لتؤكد بأنها عضوية لترويجها، إلا أن تلوث محصول الذرة في المكسيك بالمواد الجينية أصبح مشكلةً تهدد إنتاج الذرة هناك. فقد أعلنت وزارة البيئة المكسيكية أن حقول الذرة في ولايتي بيبلا وأوكزاكا تحولت إلى مزارع تنتج الذرة المعدلة وراثياً، بحسب ما أعلنته مجلة نيتشر (بالإنجليزية: Nature) مؤخراً.
كان الإنسان والحيوان يأكلان من الطبيعة طعامهما ويلقيان بفضلاتهما في الأرض كما أن الحيوانات بعدما تموت تتحلل أجسامها. وهاتان آليتان كانتا متبعتان لتسميد الأرض وتغذيتها بالعناصر والمواد العضوية. وبنفس الطريقة كانت النباتات تنمو وتموت وتتحلل أنسجتها فوق التربة. ومن خلال هذه الدورة الحياتية للكائنات الحية كانت تتم الزراعة التقليدية والطبيعية. ولما بدأت الزراعة الدورية كانت الأرض تغل محاصيلها لعدة سنوات. ولما تقفر وتنضب مواردها.كان الإنسان يتجه لأرض جديدة ليزرعها. لكنه عندما اكتشف الأسمدة العضوية والكيميائية الصناعية إستخدمها لتحسين إنتاجية التربة ومضاعفة محاصيلها من نفس مساحة الأرض. فأصبحت الأسمدة الكيميائية أسهل وأرخص من الأسمدة الطبيعية.إلا أنها تعرض التربة للتجريف والتعرية.مما جعل العالم يطالب بالعودة للزراعة التقليدية بالمخصبات الطبيعية. لكن هل نضمن أخلاقيات المنتجين وتقيدهم بوسائل الزراعة العضوية وأساليبها؟ لأن المشكلة هي كيفية الحصول علي البذور القديمة قبل تهجينها والتي لم تعالج من قبل أو تغير صفاتها الوراثية. لكن لا حل أمام الخبراء سوى التوصية باستعمال البذور بعد غسلها جيدا بالماء. وتوجد بعض الشركات التي لديها بذور طبيعية لم تعالج من قبل.لكن المعايير التي تتطلبها إنتاجية المحاصيل العضوية يصعب تطبيقها بصرامة عليها. ولا يمكن القول أن منتجاتها 100%عضوية.
رغم هذا، تزداد المبيعات السنوية للصناعات الغذائية العضوية بمعدل 20%. لكن الخوف من تسلل جينات غريبة للمحاصيل أصبح مقلقاً للعلماء، وهو احتمال وارد الوقوع ولا يمكن تفاديه أو تجنبه بسهولة ولاسيما من الكائنات المعدلة وراثياً لأن الزراعة العضوية للنباتات رغم عزلها لا تعفيها من تجنب الحشرات والطيور والهواء. لأن الجينات المهندسة وراثياً في النباتات والحيوانات يمكن انتقالها للأنواع الأخرى. فقد وجد العلماء في ألمانيا أن الجينات في البذور الزيتية المعدلة وراثياً قد انتقلت للحشائش من نفس عائلتها مما جعلها تقاوم مبيد الأعشاب راوندأب ومكوهن الكيميائي (بالإنجليزية: glufosinate) الواسع الطيف. وجدوا أن هذه المورثة المقاومة للمبيد تستطيع الانتقال إلى المحاصيل المجاورة.
في الزراعة العضوية يمنع استعمال الكيمياويات بشتى أنواعها في جميع مراحل النمو، إلا أن المنتجات العضوية لا تخلو تماماً من التعرض لها عن غير قصد، لأنه لا يوجد حواجز طبيعية تمنع وصولها إلى المزارع العضوية سواء من المياه المستخدمة للري أو الهواء. إلا أنها رغم هذا لاتضر بالبيئة. لأن الزراعة المكثفة بالمبيدات تستنزف التربة وتبيد الكائنات الحية والحشرات بها. كما تقضي علي الطيور وتدمر بيئة الحيوانات التي تعيش قربها. وقد تتسرب هذه الكيمياويات عبر التربة للمياه الجوفية. وهذه الزراعة العضوية بدون مبيدات تزيد الحياة البرية وأنواع الطيور والفراشات مما يجعلها تحافظ علي التنوع الحيوي للكائنات الحية في بيئاتها. مما يحقق التوازن البيئي مع تحسين نوعية التربة. كما أن كثرة الإقبال على شراء هذه المنتجات العضوية الغذائية يزيد من تدعيم هذه الزراعة المتنامية.
يستغرق تحويل الأراضي الزراعية التقليدية إلى عضوية سنتين على الأقل لتطهيرها من المبيدات والكيمياويات. لكن ستصبح الأرض عقيمة بدون الأسمدة الصناعية. لهذا يلجأ المزارعون لزراعة نباتات تنتج مواد نيتروجينية لتغذية التربة ومن بينها نبات البرسيم. وقد تقل محصولية الأرض 50% بزراعتها بالطرق الطبيعية. لهذا فإن ارتفاع أسعارها يمكن أن يغطي تكاليفها ويحقق ربحية معقولة فيها. وقد تدعمها الحكومات. واللحوم العضوية من المواشي التي سترعى في مراع مفتوحة ستكون مفتولة العضلات لأنها ستتحرك سعيا وراء الكلأ. وسيكون طعم عروقها ألذ. وبها قليل من الماء.

## القيمة الغذائية للمنتجات
للمحافظة على صحة الإنسان بدأ الكثير من بلدان العالم في السنوات الأخيرة يتجه إلى تطبيق نظم زراعية أطلق عليها «الزراعة العضوية» وهي نظام إنتاج غير مسموح فيه استخدام المركبات المصنعة مثل المبيدات الحشرية والأسمدة الكيميائية والهرمونات والمواد الحافظة والتي هي في الواقع سموم نتناولها يوميا في غذائنا، ونطعم منها أبناءنا، وهذه المبيدات الصناعية تدمر صحتنا وثبت تسببها في كثير من الأمراض الخطيرة مثل الفشل الكلوي وتليف الكبد وسرطان الكبد...الخ. فالزراعة العضوية هي نظام حيوي مأخوذ من الطبيعة لا يعتمد على أية إضافات كيميائية أو هرمونية. والنظر إلى الزراعة بهذا المفهوم سوف يحد من زيادة التلوث البيئي. كما إنه سوف يحسن تدريجياً من صحة الأفراد ومن الأحوال الزراعية على المدى الطويل، كما أن المنتجات العضوية المتوافقة مع معايير السلامة العضوية تعتبر إحدى ركائز الوقاية الصحية والمحافظة على البيئة في الدول المتقدمة.
حققت المنتجات الزراعية العضوية انتشاراً وتنامياً ملحوظين في السنوات الأخيرة في الكثير من دول العالم، وأصبح إقبال المستهلكين على المنتجات العضوية يفوق بكثير ما كان متوقعاً ليس فقط في الدول المتقدمة بل في جميع أنحاء العالم. فلقد أصبح المنتج العضوي عنصراً هاماً في التنافس الإستراتيجي لتجار المنتجات الزراعية في كثير من دول العالم. وتوضح الإحصائيات الزيادة المطردة في المساحات المزروعة بالنظام العضوي بالعالم منذ عام 2002 م وحتى عام 2006 م، حيث تضاعفت المساحة في قارة أفريقيا 6 أضعاف وفي قارة آسيا 6 أضعاف وفي قارة أمريكا الجنوبية 1.36 ضعف وفي القارة الأوروبية 1.27 ضعف. ويعكس التزايد المستمر في القيمة الاقتصادية للمنتجات العضوية في العالم مقدار ما تناله هذه النظم من اهتمامات المستهلكين حيث تقدر القيمة المتوقعة للمنتجات العضوية في عام 2010 م بحوالي 94.2 مليار دولار.

## مميزات المنتجات
1. إنتاج غذاء صحي آمن خالٍ من المبيدات والكيمياويات والعناصر الضارة مثل العناصر الثقيلة (مثل الكادميوم والزئبق والرصاص...الخ) والمواد المهندسة وراثياً والهرمونات ولا تتعدى فيه نسبة النترات الحدود الصحية الآمنة.
2. لا يسمح باستخدام الإشعاع.
3. تشجيع وجود نظام حيوي متوازن يشتمل على النباتات والحيوانات والكائنات الحية الدقيقة وفلورا التربة.
4. الاستعمال الآمن والصحي للمياه ومصادرها ومنع تلوثها.
5. تقليل جميع صور التلوث والمواد ذات الجينات المعدلة وراثياً.
6. توفير مناخ صحي آمن للعاملين في مجال إنتاج المنتجات العضوية خلال فترة العمل.

المنتجات الزراعية العضوية أعلى في القيمة الغذائية:
في دراسة على العديد من محاصيل الفاكهة والخضر بغرض مقارنة القيمة الغذائية لكل من الأصناف المزروعة بالنظام التقليدي ومثيلتها المنتجة بالنظام العضوي، تبين أن الحاصلات الزراعية المنتجة بالنظام العضوي احتوت على كميات أعلى كثيراً من فيتامين «ج» والحديد والماغنسيوم والفوسفور مقارنة بمثيلتها المزروعة بالطرق التقليدية. كما أظهرت الدراسة أن الحاصلات الزراعية المنتجة بالنظام العضوي احتوت على كميات أقل وبدرجة معنوية من النترات. واعتبرت الدراسة أن أهم النتائج المتحصل عليها هي أن المنتجات العضوية تحتوي على محتوى أعلى كثيراً من المعادن الغذائية الهامة لتغذية الإنسان ومحتوى أقل كثيراً جداً من المعادن الثقيلة الضارة بصحة الإنسان مقارنة بتلك المنتجة بالطرق التقليدية.
كما أظهرت الدراسات وجود فروق واضحة في محتوى بعض الحاصلات العضوية من البروتين والفيتامينات والسكريات والعناصر الغذائية الصغرى مقارنة بتلك المزروعة بالطرق التقليدية.
نسبة الزيادة أو الانخفاض في بعض مكونات الخضر والفاكهة العضوية (والتي لم يستخدم في إنتاجها كيمياويات أو مبيدات) مقارنة بتلك المزروعة بالطريقة العادية.
المواد التي قلت في المنتج العضوي	المواد التي زادت في المنتج العضوي
النسبة المئوية للانخفاض	المادة	النسبة المئوية للزيادة	المادة
-12%	الصوديوم	+23%	المادة الجافة
-93%	النترات (زيادتها ضارة جدأ بصحة الإنسان)	+18%	البروتين
-42%	الأحماض الحرة	+28%	فيتامين C
		+19%	السكريات الكلية
+13%	حمض الميثايونين
+77%	الحديد
+18%	البوتاسيوم
+10%	كالسيوم
+13%	فوسفور
المصدر schuphan (1975)
وبصفة عامة فإن المنتجات الزراعية العضوية تحتوي على كميات أعلى كثيراً من:
1. فيتامين «ج» والحديد والماغنسيوم والفوسفور.
2. المعادن الغذائية الهامة لتغذية الإنسان
وتحتوى على كميات أقل كثيراً جداً من:
1. المعادن الثقيلة الضارة بصحة الإنسان (مثل الكادميوم والزئبق والرصاص...الخ).
2. النترات (NO3) والتي لها تأثير ضار على صحة الإنسان.
3. الصوديوم (والذي له تأثير ضار على صحة الإنسان ويسبب أمراض ضغط الدم).

## الطرق
«الزراعة العضوية نظام إنتاج يحافظ على صحة التربة والأنظمة البيئية والأشخاص. تعتمد على العمليات البيئية، والتنوع الحيوي، والدورات المطورة لتلائم الظروف المحلية، بدلًا من استخدام مدخلات ذات آثار جانبية. تجمع الزراعة العضوية بين التقاليد والابتكار والعلم لفائدة البيئة المشتركة ونشر العلاقات العادلة والجودة المرتفعة للحياة لكل الأشخاص المعنيين....»
- الاتحاد الدولي لحركات الزراعة العضوية
تجمع طرق الزراعة العضوية بين المعرفة العلمية للبيئة وبعض التقنيات الحديثة من جهة، وممارسات الزراعة التقليدية المبنية على عمليات حيوية تحدث بشكل طبيعي من جهة أخرى. تدرس طرق الزراعة العضوية في مجال علم البيئة الزراعي. في حين تستخدم الزراعة الشائعة مبيدات الحشرات الصناعية والمسمدات القابلة للانحلال في الماء والمعرضة للتنقية الصناعية، فإن العاملين في الزراعة العضوية محددون بقوانين تلزمهم باستخدام المبيدات الحشرية الطبيعية والسماد الطبيعي. من الأمثلة على المبيدات الطبيعية للحشرات البايريثرين، والذي يوجد بشكل طبيعي في أزهار الأقحوان. تشمل الطرق الرئيسية المستخدمة في الزراعة العضوية تدوير المحاصيل، و السماد الأخضر والسماد الطبيعي، والسيطرة الحيوية على الآفات، والحصاد الميكانيكي. تستخدم هذه الإجراءات البيئة الطبيعية لتحسين الإنتاجية الزراعية: تزرع البقول لتثبيت النتروجين في التربة، ومن المحبذ وجود مفترسات طبيعية للحشرات، وتدار المحاصيل لتشتيت الآفات وتجديد التربة، وتستخدم المواد الطبيعية كبيكربونات البوتاسيوم والغطاء العضوي للسيطرة على الأمراض والحشائش الضارة. تستثنى من ذلك البذور المعدلة وراثيًا والحيوانات المعدلة وراثيًا.
في حين تختلف الزراعة العضوية بشكل جوهري عن الزراعة الشائعة بسبب استخدام السماد ذي الأساس الكربوني بالمقارنة مع الأسمدة شديدة الانحلال صناعية الأساس، والسيطرة الحيوية على الآفات بدل استخدام المبيدات الصناعية للحشرات، فإن الزراعة العضوية والزراعة الشائعة على نطاق واسع ليسا متنافيين بالكامل. استعيرت عدة من الطرق المطورة للزراعة العضوية بالأساس من الزراعة الأكثر شيوعًا. على سبيل المثال، فإن إدارة الآفات التكاملية إستراتيجية متعددة الطبقات تستخدم عدة طرق عضوية للتحكم بالآفات متى ما كان ذلك ممكنًا، ولكنها في الزراعة الشائعة قد تشمل مبيدات حشرية كحل أخير فقط.

### تنوع المحاصيل
تشجع الزراعة العضوية على تنوع المحاصيل. كشف علم البيئة الزراعي عن منافع التربية المتعددة (عدة محاصيل في المساحة نفسها)، وهي طريقة غالبًا ما تتبع في الزراعة العضوية. تدعم زراعة أنواع متعددة من محاصيل الخضار نطاقًا أوسع من الحشرات المفيدة، والكائنات الدقيقة في التربة، وعوامل أخرى تجتمع لفائدة الصحة الإجمالية للمزرعة. يساعد تنوع المحاصيل البيئة على الازدهار ويحمي الأنواع من الانقراض.

### إدارة التربة
تعتمد الزراعة العضوية بشكل أكبر من الزراعة الشائعة على التفكك الطبيعي للمواد العضوية، باستخدام تقنيات كالتسميد الأخضر والتسميد الطبيعي، وذلك لاستبدال المواد المغذية المأخوذة من التربة من قبل محاصيل سابقة. تطلق العملية الطبيعية، التي تقودها الكائنات الدقيقة كالجذريات الفطرية وديدان الأرض، المواد المغذية المتوفرة للنباتات على امتداد فصل النمو. يستخدم المزارعون عدة أنواع من الطرق لتحسين خصوبة التربة، ومن بينها تدوير المحاصيل، ومحاصيل التغطية، وتقليل الحراثة، واستخدام السماد الطبيعي. عن طريق تخفيض الحراثة المستهلكة للوقود، تطرح مواد عضوية أقل في الغلاف الجوي. لهذا منفعة إضافية تفيد في عزل الكربون، ما يخفض انبعاثات غازات الدفيئة ويساعد في عكس تأثير التغير المناخي. قد يحسن تخفيض الحراثة أيضًا بنية التربة ويخفض احتمالية حدوث انجراف للتربة.
تحتاج النباتات عددًا أكبر من المغذيات بكميات متنوعة للازدهار. يشكل توفير نتروجين كافٍ، والمزامنة على الأخص، بحيث تحصل النباتات على ما يكفي من النتروجين في الوقت الذي تحتاجه فيها أكثر ما يكون، تحديًا كبيرًا للمزارعين العضويين. يساعد تدوير المحاصيل والسماد الأخضر («محاصيل التغطية») في توفير النتروجين عن طريق البقل (وبالتحديد أكثر، عائلة البقول)، الذي يثبت النتروجين من الغلاف الجوي عن طريق التكافل مع البكتيريا الريزوبيالية. يمكن لتجاور المحاصيل، والذي يستخدم أحيانًا للسيطرة على الأمراض والحشرات، أن يزيد أيضًا مغذيات التربة، ولكن التنافس بين البقوليات والمحاصيل يمكن أن يكون إشكاليًا ويجب ترك مسافات أكبر بين صفوف المحاصيل. يمكن أن تعاد بواقي المحاصيل إلى التربة، وتمتلك النباتات المختلفة كميات مختلفة من النتروجين، بإمكانها أن تساعد في المزامنة. يستخدم المزارعون العضويون أيضًا روث الحيوانات سمادًا طبيعيًا، بالإضافة إلى أسمدة معالجة معينة كدقيق الحبوب وعدة أنواع من المساحيق المعدنية كالفوسفات الصخري والرمل الأخضر، وشكل طبيعي التشكل من البوتاس يوفر البوتاسيوم. في بعض الحالات قد يتطلب الأمر تعديل الأس الهيدروجيني. من المعدلات الطبيعية للأس الهيدروجيني الحامض الزراعي والكبريت، ولكن في الولايات المتحدة الأمريكية، يسمح باستخدام بعض المركبات ككبريتات الحديد، كبريتات الألمنيوم، كبريتات المغنيسيوم، ومنتجات البورون القابلة للانحلال في الزراعة العضوية.
يمكن أن تؤدي المزارع المختلطة التي تحتوي كلًا من المواشي والمحاصيل الزراعية دور مزارع كلأ، حيث تجمع الأرض الخصوبة عن طريق إنبات أعشاب محاصيل أعلاف (كلأ) تثبت النتروجين كالنفل الأبيض، والبرسيم، وتضم محاصيل نقدية أو محاصيل حبوب عند تحقيق الخصوبة. يمكن أن يكون موضوع المحافظة على خصوبة التربة أصعب في المزارع التي لا تمتلك شيئًا من المواشي («خالية من المواشي»)، وقد تعتمد أكثر على المدخلات الخارجية كالسماد الطبيعي المستورد بالإضافة إلى حبوب البقل والسماد الأخضر، مع أن البقول الخضراء يمكن أن تثبت النتروجين بشكل محدود فقط لأنها ستحصد. تعتمد مزارع البستنة التي تنمو فيها الفواكه والخضار في ظروف محمية غالبًا بشكل أكبر على المدخلات الخارجية. السماد الطبيعي كبير الكتلة جدًا وليس مجزيًا من حيث التكلفة في أغلب الأحيان نقله لمسافات بعيدة عن المصدر. قد يصبح السماد الطبيعي نادرًا إذا أصبح عدد كبير من المزارع مدارًا عضويًا.

### إدارة الحشائش الضارة
تركز الإدارة العضوية للحشائش على منع ظهور الأعشاب الضارة بدلًا من إزالتها، وذلك بتحسين آثار تنافس المحاصيل والسموم النباتية على نمو الحشائش الضارة. يدمج المزارعون العضويون بين أساليب ثقافية وحيوية وميكانيكية وفيزيائية وكيميائية لإدارة الحشائش الضارة دون مبيدات أعشاب صناعية.
تتطلب المعايير العضوية تدوير المحاصيل السنوية، ما يعني أن المحصول نفسه لا يمكن أن يزرع في الموقع نفسه دون تداخل محصول مختلف معه. كثيرًا ما يشمل تدوير المحاصيل العضوية محاصيل تشكل غطاءً يمنع نمو الحشائش الضارة ومحاصيل بدورات حياة مختلفة عن بعضها لتثبيط نمو الحشائش التي تترافق مع نوع معين من المحاصيل. ما تزال الأبحاث مستمرة لتطوير طرق عضوية لنشر نمو الكائنات الدقيقة التي تثبط نمو الحشائش الشائعة أو إنباتها.
من الممارسات الأخرى المنتشرة في الثقافة الزراعية لتحسين تنافسية المحاصيل وتخفيض ضغط الحشائش الضارة اختيار أنواع تنافسية من المحاصيل، والزراعة بكثافة عالية، وترك مسافات ضيقة بين صفوف المحاصيل، والزراعة في وقت متأخر في تربة دافئة لتشجيع إنبات المحاصيل بشكل سريع.
يمكن تصنيف ممارسات السيطرة على الحشائش بالطرق الفيزيائية والميكانيكية المستخدمة في المزارع العضوية بشكل عام إلى:
- الحراثة – قلب التربة بين المحاصيل لدمج بقايا المحاصيل والإضافات على التربة؛ إزالة الحشائش النامية الموجودة وتحضير مشتل للزراعة؛ قلب التربة بعد البذر لقتل الحشائش، ويشمل حصاد صفوف المحاصيل.
- الجز والقص – إزالة ما يظهر على السطح من الحشائش.
- حرق الأعشاب وإزالة الحشائش بالحرارة – استخدام الحرارة لقتل الحشائش الضارة.
- التغطية العضوية – حجب ظهور الحشائش الضارة بمواد عضوية، أو أغشية بلاستيكية، أو أقمشة تغطية الأراضي.[13]

يسمح باستخدام بعض المواد الكيميائية ذات المصادر الطبيعية كمبيدات للأعشاب. ومنه صيغ معينة من حمض الخليك (الخل المركز)، ومسحوق غلوتين الذرة، والزيوت العطرية. طورت أيضًا بضع مبيدات أعشاب حيوية منتقاة أساسها ممراضات فطرية. ولكن في هذا الوقت، لا تلعب مبيدات الأعشاب ومبيدات الأعشاب الحيوية دورًا كبيرًا من بين الأدوات العضوية للسيطرة على الأعشاب.
يمكن السيطرة على الأعشاب بالرعي. فعلى سبيل المثال، استخدم الإوز بنجاح لإزالة حشائش مجموعة من المحاصيل العضوية، ومن بينها القطن، والفراولة، والتبغ، والذرة، ما أعاد ممارسة تربية إوز حقول القطن، والتي كانت رائجةً في جنوب الولايات المتحدة الأمريكية قبل خمسينيات القرن العشرين. بشكل مشابه، فإن بعض مزارعي الأرز يدخلون البط والسمك لحقول الأرز الرطبة لتأكل الحشائش والحشرات.